# Jim Canerstam
Jim Canerstam, född 1981, är en svensk före detta landslagsspelare i innebandy, och tidigare spelare och tränare för Warberg IC.